# František Trnka
František Trnka (19. března 1931 Telce – 20. června 2021) byl český politik, v 90. letech 20. století předseda Zemědělské strany a poslanec České národní rady a Poslanecké sněmovny za koalici Liberálně sociální unie, později za Českomoravskou unii středu.

## Biografie
Pocházel z rodiny soukromého zemědělce. Vyučil se zahradníkem a absolvoval střední školu. Pak vystudoval ekonomickou fakultu Vysoké školy zemědělské v Praze (dnes PEF).
V období let 1958–1982 působil na Vysoké škole zemědělské v Praze. Před rokem 1989 patřil mezi vedení JZD Slušovice. Byl náměstkem předsedy tohoto agrokombinátu. Do Slušovic přišel v roce 1982 na stáž. Do té doby působil po tři roky jako předseda JZD Úholičky v okrese Praha-západ. V Slušovicích nakonec zůstal od roku 1983 natrvalo a po dvou letech dosáhl na post ekonomického náměstka. Působil jako ekonom, publikoval práce z oboru ekonomiky zemědělství. Po sametové revoluci se zapojil do budování politických struktur zastupujících zemědělské a venkovské voliče. 13. ledna 1990 se v obci Zádveřice konal ustavující sjezd Československé strany zemědělské (později Zemědělská strana – ZS), na němž byl Trnka zvolen jejím předsedou. V roce 1991 ZS přistoupila do koalice Liberálně sociální unie (LSU), která působila zpočátku jako střechová aliance několika středových strach. Formálně ale byla zaregistrována jako politické hnutí, jehož předsedou se stal Trnka.
V červenci 1990 krátce působil jako náměstek federálního ministra hospodářství Československa. Po třech týdnech byl z funkce odvolán. Svůj konec na postu náměstka přičítal nelibosti některých aktivistů za Občanské fórum nad jeho osobou. V roce 1991 ho prezident jmenoval profesorem.
V 2. polovině roku 1992 se zapojil do debat o budoucnosti Československa. 27. července 1992 se s ním v budově Federálního shromáždění sešel slovenský premiér Vladimír Mečiar. Schůzce byli přítomni ještě předsedové ČSSD Jiří Horák a Československé socialistické strany Ladislav Dvořák. Šlo o součást snah české opozice nedovolit rozpad státu, popřípadě ho podmínit vypsáním referenda. Schůzka neměla jasný výsledek. Pokračovala počátkem srpna, ale pro nesouhlas ODS musel pak Mečiar tyto sondáže mezi českou opozicí ukončit.
Ve volbách v roce 1992 byl zvolen do České národní rady na kandidátní listině koalice LSU (volební obvod Severočeský kraj). Zasedal v hospodářském výboru.
Od vzniku samostatné České republiky v lednu 1993 byla ČNR transformována na Poslaneckou sněmovnu Parlamentu České republiky. V ní setrval do konce funkčního období, tedy do voleb v roce 1996. V průběhu volebního období se koalice LSU rozvolňovala a její poslanecký klub se rozkládal. Zároveň probíhal proces integrace jejích členských politických stran do jednotného politického subjektu – strany Liberálně sociální unie. Kvůli četným odchodům poslanců nesouhlasících s tímto integračním procesem ale nakonec zůstal Trnka jediným poslancem za stranu LSU. V prosinci 1994 přešel do klubu Českomoravské unie středu (ČMUS), který vznikl sloučením klubů LSU, ČMUS a Zemědělské strany. V prosinci 1994 zároveň skončil jako předseda LSU.
Po skončení své parlamentní kariéry v roce 1996 byl v říjnu 1997 jmenován děkanem zlínské Fakulty managementu a ekonomiky brněnského Vysokého učení technického. Funkci děkana zastával do roku 2001, kdy požádal o uvolnění z rodinných důvodů.